# Vespadelus vulturnus
Vespadelus vulturnus är en fladdermusart som beskrevs av Thomas 1914. Vespadelus vulturnus ingår i släktet Vespadelus och familjen läderlappar. Inga underarter finns listade i Catalogue of Life.

## Utseende
Arten kropp (huvud och bål) är upp till 5 cm lång och djurets vingspann går upp till 15 cm. Pälsen på ovansidan har en brun till gråbrun färg och undersidan är ljusare samt mer gråaktig. Varje hår har ett mörkare avsnitt nära roten. Vespadelus vulturnus väger 3,0 till 6,8 g. Artens svans är helt inbäddad i svansflyghuden. Den broskiga fliken i örat (tragus) har ofta en vit färg.

## Utbredning
Denna fladdermus förekommer i sydöstra Australien, på Tasmanien och på några mindre öar i regionen. Arten lever i låglandet och i bergstrakter upp till 1100 meter över havet. Habitatet varierar mellan skogar med hårdbladsväxter och andra områden med träd.

## Ekologi
Vespadelus vulturnus vilar i trädens håligheter och under byggnadernas tak. Den bildar där kolonier med 20 till 120 medlemmar. Honor föder en enda unge per kull.
Ibland delar fladdermusen boet med mindre pungdjur. Vespadelus vulturnus jagar under natten flygande insekter eller plockar andra ryggradslösa djur som ofta äts omgående. För större byten uppsöker fladdermusen en viloplats innan den äter. Fortplantningen sker under sommaren. Under den första tiden håller sig ungen fast i moderns päls vid utflykter. Under vintern intar arten tidvis ett stelt tillstånd (torpor).